# Pufești (okręg Vrancea)
Pufești – wieś w Rumunii, w okręgu Vrancea, w gminie Pufești. W 2011 roku liczyła 1388
mieszkańców